# Friedrich Sprang
Friedrich Sprang (* 4. April 1932 in Hemer; † 21. Januar 2017) war ein deutscher Jurist und Richter am Bundessozialgericht.

## Leben
Nach dem Studium der Rechts- und Staatswissenschaften in Göttingen legte Friedrich Sprang 1956 und 1961 die beiden juristischen Staatsexamen ab. Die Promotion über ein strafrechtliches Thema erfolgte während des Referendariats berufsbegleitend.  
Im Januar 1962 trat Sprang in die ordentliche Gerichtsbarkeit des Landes Niedersachsen ein, wo er zunächst als Gerichtsassessor bei der Staatsanwaltschaft Hannover und im Bereich Strafvollzug tätig war. Nach einem Wechsel in die Sozialgerichtsbarkeit war er ab Juni 1963 Richter an den Sozialgerichten Braunschweig und Osnabrück. Eine Abordnung an das Landessozialgericht Niedersachsen schloss sich an. Im März 1978 wurde Sprang zum Richter am Landessozialgericht ernannt. 
Dem Bundessozialgericht gehörte Friedrich Sprang seit Oktober 1980 an. Er war sieben Jahre im 2. Senat, danach im 8. und 10. Senat tätig, seit dem Mai 1993 als Vorsitzender Richter des 8. und 10. Senats, die in dieser Zeit für die Knappschaftsversicherung, die Unfallversicherung für den Bergbau sowie für das Konkursausfallgeld und das Kindergeld zuständig waren. 
Im Juli 1995 trat Friedrich Sprang in den Ruhestand und lebte seitdem in Belm. Er starb am 21. Januar 2017 im Alter von 84 Jahren.

## Schriften
- Friedrich Sprang: Zur Auslegung der Absichtsmerkmale im deutschen Strafrecht. Rechts- und staatswissenschaftliche Fakultät, Dissertation vom 26. Februar 1962, Göttingen 1962.